# Ariadna Sintes
Ariadna Sintes (L'Avana, 7 ottobre 1986) è un'attrice spagnola.
Si stabilì a San Sebastián nel 2000 e ha studiato cinematografia a Andoain e l'arte dramática in San Sebastián.

## Televisione
- Bi eta Bat (2012)
- Maras (2011)
- HKM (2008-2009)
- Mi querido Klikowsky (2007)
- Desde Ahora (1990)